# باشگاه فوتبال ترینگ اتلتیک
باشگاه فوتبال ترینگ اتلتیک (به انگلیسی: Tring Athletic Football Club) یک باشگاه فوتبال در شهر ترینگ، کشور انگلستان است که در سال ۱۹۵۸ میلادی تأسیس شده‌است.